# Sangsŏng-ni
Sangsŏng-ni är en ort i Nordkorea.   Den ligger i kommunen Yangdŏk-kun och provinsen Södra P'yŏngan, i den centrala delen av landet, 100 km öster om huvudstaden Pyongyang. Sangsŏng-ni ligger 263 meter över havet och antalet invånare är 9 888.
Terrängen runt Sangsŏng-ni är huvudsakligen kuperad. Sangsŏng-ni ligger nere i en dal. Runt Sangsŏng-ni är det ganska tätbefolkat, med 86 invånare per kvadratkilometer. Det finns inga andra samhällen i närheten. I omgivningarna runt Sangsŏng-ni växer i huvudsak blandskog.